# Хейзер, Майлс
Майлс Хейзер (англ. Miles Heizer, род. 16 мая 1994) — американский актёр. Наиболее известен по роли Дэйви Дэннера в фильме «Пути и путы». На момент съёмок ему было 12 лет. Он также сыграл эпизодическую роль Джошуа Липники в четырёх эпизодах медицинской драмы «Скорая помощь», транслирующуюся на телеканале NBC. С 2010 до 2015 год он снимался в драматическом сериале «Родители» в роли Дрю Холта, сына Сары Брейверман. В 2017 году он снялся в телесериале «13 причин почему», где сыграл роль Алекса Стэнделла.

## Жизнь и карьера
Хейзер родился 16 мая 1994 года в Гринвилл, Кентукки. Его мать — медсестра. Также у него есть старшая сестра. Семья переехала в Лос-Анджелес когда Майлсу было десять. Он дебютировал в эпизоде «Нечего терять» сериала «C.S.I.: Место преступления Майами», где он играл роль Джо Эвертона. После этого он сыграл в короткометражном фильме «Парамедик» в роли Джеймса. Позже он был приглашён в эпизоды сериалов «Говорящая с призраками», «Акула», «Кости», и «Частная практика».
В 2007 году Хейзер играл роль Дэви Дэннера в фильме «Пути и путы», за что был номинирован на премию «Young Artist Award for Best Leading Young Actor in a Feature Film». В том же году, у него появилась эпизодическая роль Джошуа Липники на канале NBC в медицинской драме «Скорая помощь». В 2010 году он был выбран на роль Дрю Холта, сына персонажа Лорен Грэм, в телесериале «Родители».
В 2013 году Хейзер сыграл роль Джоша в фильме «Неуправляемый». В 2015 году он сыграл роль второстепенного персонажа Маршала Ловетта в драматическом триллере «Стэнфордский тюремный эксперимент», показ которого состоялся на кинофестивале в Санденсе 26 января 2015 года.
В 2016 году снялся в фильме «Нерв», где исполнил роль Томми.
В 2017 году Хейзер сыграл в телесериале «13 причин почему», где он исполнил роль Алекса Стэнделла, бывшего лучшего друга Ханны Бейкер.
В 2018 году Майлс появляется в фильме «С любовью, Саймон», где сыграл роль Кэла Прайса — подростка, в которого предположительно был влюблен главный герой фильма. Фильм исторически значим тем, что стал первым в истории фильмом, выпущенным крупной студией, сюжет которого фокусируется на подростковом гей-романе.

## Личная жизнь
С 2018 года Хейзер состоит в отношениях с актёром Коннором Джессапом.

## Фильмография

### Фильмы
| Год  | Название                          | Роль            | Примечание                                                                    |
| ---- | --------------------------------- | --------------- | ----------------------------------------------------------------------------- |
| 2006 | Парамедик                         | Парнишка Джеймс | Короткометражный фильм                                                        |
| 2007 | Пути и путы                       | Дэви Дэннер     | Номинация — Young Artist Award for Best Leading Young Actor in a Feature Film |
| 2008 | Loon                              | Карсон Линд     | Короткометражный фильм                                                        |
| 2012 | The Arm                           | Чанс            | Короткометражный фильм                                                        |
| 2014 | Неуправляемый                     | Джош            |                                                                               |
| 2014 | Память                            | Симон           |                                                                               |
| 2015 | Стэнфордский тюремный эксперимент | Маршал Ловетт   |                                                                               |
| 2015 | The Red Thunder                   | Danny           | Короткометражный фильм                                                        |
| 2016 | Нерв                              | Томми           |                                                                               |
| 2018 | С любовью, Саймон                 | Кэл Прайс       | Съемки                                                                        |

### Телевидение
| Год       | Название                          | Роль           | Примечание                                                |
| --------- | --------------------------------- | -------------- | --------------------------------------------------------- |
| 2005      | C.S.I.: Место преступления Майами | Джо Эвертон    | Эпизод: «Nothing to Lose»                                 |
| 2006      | Говорящая с призраками            | Джейк Моррисон | Эпизод: «Drowned Lives»                                   |
| 2007      | Акула                             | Джеки Бакнер   | Эпизод: «Strange Bedfellows»                              |
| 2007      | Кости                             | Джо            | Эпизод: «Death in the Saddle»                             |
| 2007      | Частная практика                  | Мишель         | Эпизод: «In Which Addison Has a Very Casual Get Together» |
| 2007      | Скорая помощь                     | Джошуа Липники | 4 эпизода                                                 |
| 2009      | Детектив Раш                      | Кис Оатс       | Эпизод: «Forensics»                                       |
| 2010—2015 | Родители                          | Дрю Холт       | Главная роль; 82 эпизода                                  |
| 2017—2020 | 13 причин почему                  | Алекс Стэндалл | Главная роль; 26 эпизодов                                 |